# تیم ملی فوتسال لبنان
تیم ملی فوتسال لبنان نماینده لبنان در مسابقات بین‌المللی فوتسال و یکی از تیم‌های فوتسال آسیایی است.
براساس رده‌بندی فیفا تیم فوتسال لبنان جایگاه ۴۰ را در بین تیم‌های ملی فوتسال جهان دارد.